# میرنیی (کریمه)
میرنیی (به لاتین: Myrnyi) یک منطقهٔ مسکونی در اوکراین است که در جمهوری خودمختار کریمه واقع شده‌است. میرنیی ۷٫۲۵ کیلومتر مربع مساحت دارد ۴ متر بالاتر از سطح دریا واقع شده‌است.